# 薄谷
薄谷（すすきや）は、埼玉県春日部市の町丁。現行行政地名は薄谷のみ。丁番の設定のない単独町名である。住居表示未実施地区。郵便番号は344-0034。

## 地理
埼玉県東部地域で、春日部市南部の古利根川（利根川）などが造り出した沖積平野上に位置する。
中央部および南部の大半が利根川派流（西川）由来の自然堤防の微高地上に位置し、北側の武里中学校周辺には氾濫平野がある。
東側から南側にかけて武里中野、西側で谷原新田、北側で一ノ割と隣接する。地図によっては東側の「武里中」交差点付近で備後西と隣接するように描かれる場合があるが、道路用地に一ノ割の区域がその間に細長く食い込んでいるため、薄谷と隣接していない。
地内は全域は市街化調整区域に指定されているが、西部を除き戸建ての住宅が比較的多く建ち並ぶ。西部の安之堀川沿岸周辺は後背湿地で、一部に霊園があるが、耕地整理された田園地帯である。

### 河川
- 安之堀川 - 準用河川
- 一の割用水[8] - 香取神社の東側を南北に流れる水路
- 薄谷用水

## 歴史
もとは江戸期より存在した武蔵国埼玉郡新方領に属する薄谷村であった。村高は正保年間の『武蔵田園簿』では薄谷新田として18石余（田13石余、畑5石余）、『元禄郷帳』によると104石余で、以降の増減はなしであった。化政期の戸数は30軒で、村の規模は東西7町、南北5町であった。地名はかつて村の中央をススキが群生する大川が流れており、その茅野を開拓したことに由来する。
- はじめは幕府領、1705年（宝永2年）より岩槻藩領となる[5]。
- 幕末の時点では埼玉郡に属し、明治初年の『旧高旧領取調帳』の記載によると、岩槻藩領であった[9]。
- 1871年（明治4年）
  - 7月14日 - 廃藩置県を迎え、岩槻県[9]の管轄となる。
  - 11月13日 - 第1次府県統合により埼玉県の管轄となる。
- 1879年（明治12年）3月17日 - 郡区町村編制法により成立した南埼玉郡に属す。郡役所は岩槻町に設置。
- 1889年（明治22年）4月1日 - 町村制施行により、薄谷村が一ノ割村、備後村、中野村、大場村、大畑村、大枝村、増田新田と合併し、南埼玉郡武里村が成立する。薄谷村は武里村の大字薄谷となる。
- 1947年（昭和22年）9月 - カスリーン台風の襲来により大きな被害を受ける[5]。
- 1954年（昭和29年）7月1日 - 武里村が南埼玉郡春日部町、豊春村、北葛飾郡幸松村、豊野村と合併し、市制を施行して春日部市となる。春日部市の大字となる。
- 1967年（昭和42年） - 春日部市立武里中学校（1947年〈昭和22年〉開校[10]）が地内の現在地に移転する。
- 2005年（平成17年）10月1日 - 春日部市が北葛飾郡庄和町と合併し、新たな春日部市が発足、同時に住所標記の簡略化のため市内の大字が廃止され[11]、大字薄谷は丁番の設定のない薄谷となる[12]。

### 存在していた小字
- 中道耕地[13]
- 久仏
- 谷原耕地
- 土手外耕地
- 木揚場耕地

## 世帯数と人口
2024年（令和6年）1月1日現在の世帯数と人口は以下の通りである
| 丁目 | 世帯数  | 人口  |
| ---- | ------- | ----- |
| 薄谷 | 328世帯 | 862人 |

## 小・中学校の学区
市立小・中学校に通う場合、学区は以下の通りとなる。
| 丁目 | 番地 | 小学校               | 中学校               |
| ---- | ---- | -------------------- | -------------------- |
| 薄谷 | 全域 | 春日部市立武里小学校 | 春日部市立武里中学校 |

## 交通
地内に鉄道は敷設されていない。

### 道路
地内に国道、および主要地方道・一般県道は通っていない。
- 市道武里内牧線（市道1-22号線） - 東端でかすめる
- 市道1-16号線[8] - 地区の中央部を東西に通る2車線の通り。

### バス
地内に路線バスの路線は設定されていない。
春日部市コミュニティバス「春バス」
地区内を縦貫・巡回する路線は設定されていない。以前は「春日部駅西口〜増戸・豊春駅ルート」（第三次運行ルート）が設定され、「薄谷東」「薄谷西」「薄谷南」停留所が設置されていたが、2024年1月3日限りで廃止された（詳細は当該項目を参照）。

## 施設
- 春日部市立武里中学校
- 香取神社
- 薄谷自治会館
- 中野運動広場（一部）